# Phoenix Film Critics Society Awards 2006
7° PFCS Awards

19 dicembre 2006

Miglior film:

United 93
I premi del 7° Phoenix Film Critics Society Awards in onore del miglior cinema del 2006, sono stati annunciati il 19 dicembre 2006.

## Premi assegnati

### Miglior film
United 93

### Miglior regista
Martin Scorsese - The Departed - Il bene e il male

### Miglior attore
Forest Whitaker - L'ultimo re di Scozia

### Miglior attrice
Helen Mirren - The Queen - La regina

### Miglior attore non protagonista
Jack Nicholson - The Departed - Il bene e il male

### Miglior attrice non protagonista
Cate Blanchett - Diario di uno scandalo

### Miglior cast
Little Miss Sunshine

### Migliore sceneggiatura originale
Little Miss Sunshine - Michael Arndt

### Migliore adattamento della sceneggiatura
The Departed - Il bene e il male - William Monahan

### Miglior film di animazione
Giù per il tubo

### Miglior film in lingua straniera
Lettere da Iwo Jima, Giappone / USA

### Miglior documentario
Una scomoda verità

### Miglior fotografia
Apocalypto - Dean Semler

### Migliore scenografia
Marie Antoinette

### Migliori costumi
Marie Antoinette

### Miglior montaggio
The Departed - Il bene e il male - Thelma Schoonmaker

### Migliori effetti speciali
Superman Returns

### Migliori stunt-men
Casino Royale

### Migliori musiche
Dreamgirls

### Miglior film per la famiglia
La tela di Carlotta

### Miglior attore debuttante
Jaden Smith - La ricerca della felicità

### Miglior attrice debuttante
Abigail Breslin - Little Miss Sunshine

### Migliori prestazioni dietro la cinepresa
Emilio Estevez - Bobby

### Migliori prestazioni davanti alla cinepresa
Jennifer Hudson - Dreamgirls

### Miglior film passato inosservato
Hard Candy